# Rancho Viejo (Baja California)
Rancho Viejo es una pequeña localidad perteneciente al  municipio de Ensenada en Baja California, México.  Dista 28,9 km  de Ensenada  y tiene una superficie de 300 Ha y una población de, solamente, 2 habitantes ocupando el puesto número 1251 en cuanto a habitantes de las poblaciones del municipio. Se sitúa a una altitud de 31 metros sobre el nivel del mar. El valle está atravesado por el Río Guadalupe, donde desembocan las cañadas San Felipe, El Golpe y el cañón Agua Escondida. Su uso es predominantemente agrícola. Mientras comparte el mismo nombre con otras localidades del municipio, ésta en particular reviste significación histórica ya que ahí se localizaba un rancho ganadero de la Misión San Miguel Arcángel de la Frontera (1787-1834). El topónimo “Rancho Viejo” ya es consignado por Matías Moreno en su informe de 1861, junto con el de otros parajes en el área: “Santa Rosa”, “Los Alisos”, cañada de “La Pila”. Una tradición oral atribuía a “La Misión” unos restos de adobe, que probablemente fuesen del rancho ganadero, y no a la primera localización de la Misión del San Miguel, que se debe ubicar en el actual Valle de Santa Rosa y que solo subsistió unos meses antes del traslado de la misión a su ubicación definitiva, en el actual poblado La Misión.